# Georg von Albrecht
Georg von Albrecht (* 19. März 1891 in Kasan; † 15. März 1976 in Heidelberg) war ein deutscher Pianist, Komponist und Hochschullehrer. Als Kompositionslehrer vermittelte er – in der Zeit des Nationalsozialismus auch gegen Widerstand – alle Strömungen der Neuen Musik. Als Komponist vereinte er in seinem eigenständigen Werk Formen, Kompositionsweisen und musikalische Merkmale der osteuropäischen und asiatischen Volksmusik, der antiken Tetrachorde, der russischen und griechischen orthodoxen Liturgie, des Barocks, der klassisch-romantischen Epoche, des russischen Impressionismus und der Zwölftontechnik. Typische Merkmale seiner Musik sind eine gesangliche Melodik aller Stimmen und eine sich daraus ergebende schwebende Harmonik.

## Herkunft und Ausbildung
Georg von Albrechts Vater Johann Gottlieb David von Albrecht, von Geburt Deutscher, war Mathematiker und Universitätsinspektor in Kasan, der heutigen Hauptstadt von Tatarstan. Als Wirklicher Staatsrat wurde er mit dem erblichen Adelstitel ausgezeichnet. Albrechts Mutter Warwara, geborene Mischtschenko, war die Tochter eines russischen Kosakenobersten. Sie war ausgebildete Pianistin mit Konzertreife, übte ihren Beruf aber nach der Hochzeit nicht mehr öffentlich aus. Georg von Albrecht war das fünfte Kind. Als der Vater Universitätsinspektor in Sankt Petersburg wurde, folgte ihm die Familie dorthin. Albrecht erhielt den grundlegenden Schulunterricht zu Hause. Erst mit 10 Jahren trat er in ein Gymnasium ein. Die Welt der Wissenschaften und die Musik wurden fortan bestimmend für den Jungen, der sich schon während seiner Schulzeit mit Volksmelodien aus der Krim, aus dem Kaukasus und dem Uralgebirge beschäftigte und sie aufzeichnete.
Nach des Vaters Pensionierung zog die Familie 1908 nach Zarskoje Selo (heute Puschkin). Dort bestand Albrecht das Abitur mit höchster Auszeichnung. Anschließend begann er mit Philosophiestudien an der Universität in Sankt Petersburg, die ihn allerdings enttäuschten.
Sein Klavierspiel war vor allem dank des Unterrichts bei seiner Mutter und dem Musikstudenten Kisselew unterdessen so fortgeschritten, dass der Vater zustimmte, ihn bei Max von Pauer, der 1910/11 in Sankt Petersburg konzertierte, vorzustellen. Das gelang aber erst in Stuttgart, wohin Albrecht 1911 mit den Eltern reiste und wo er bei Pauer die Aufnahmeprüfung für das Studium am Königlichen Konservatorium mit Erfolg bestand. Sein Vater reiste zurück, seine Mutter blieb bei ihm. Nun studierte Albrecht bei Max von Pauer, Theodor Wiehmeyer und Heinrich Lang zunächst Klavier und die dazugehörigen Fächer sowie schließlich auch Komposition. Sein Examen als Konzertpianist legte er 1914 in einem öffentlichen Konzert ab.
Beim Ausbruch des Ersten Weltkriegs verbrachte er seine Ferien in Russland. Dort blieb er und studierte, vom Militärdienst freigestellt, 1914/15 Kontrapunkt bei Sergei Iwanowitsch Tanejew in Moskau. 1917/18 folgten Studien bei Alexander Konstantinowitsch Glasunow und Joseph Wihtol in Sankt Petersburg. Für seine künstlerische Entwicklung wichtig wurden in dieser Zeit die Begegnung mit Alexander Nikolajewitsch Skrjabin und die Freundschaft mit Wladimir Iwanowitsch Rebikow. In Sankt Petersburg legte er Prüfungen als Komponist und Pianist ab und erwarb ein Diplom, von dem er annahm, es helfe ihm, im Russischen Reich als Musiker arbeiten zu können.
1923 führte ihn eine Studienreise zusammen mit seiner Mutter wieder nach Stuttgart, wo er blieb und bei Ewald Sträßer Instrumentation studierte, nachdem er Die Grundlagen der Orchestration von Nikolai Andrejewitsch Rimski-Korsakow bereits selbständig durchgearbeitet hatte. Dort schloss er gegen Ende des Wintersemesters 1924 sein Musikstudium mit der Reifeprüfung in Komposition und Klavier bei Max von Pauer endgültig ab.

## Werdegang als Komponist
Georg von Albrechts Lebenserinnerungen und Schriften tragen den Titel Vom Volkslied zur Zwölftontechnik. Damit ist der Zuwachs an musikalischen Mitteln umrissen, die ausgehend von Klavierfassungen östlicher Volkslieder und -tänze bis hin zum preisgekrönten zwölftönigen Violinkonzert Albrechts Werke bestimmten. Außer der traditionellen Diatonik und Chromatik im Dur-Moll-System und der von ihm modifizierten, tonal wirkenden Zwölftontechnik verwendete Albrecht pentatonische und modale Skalen, Oberton- und Untertonskalen sowie polytonale Schichtungen, polyrhythmische Strukturen und eine für ihn charakteristische Spiegelungstechnik. Sehr oft wurden mehrere dieser Mittel, in einem einzigen Werk nach- und eher selten gegeneinander verwendet, von Albrecht selbst meist als organische Entwicklung vom Einfachen zum Komplexen und vom Alten zum Neuen angesehen. Der Formenreichtum seiner Werke umfasst einfache Liedformen, polyphone Sätze wie Kanon, Fuge und Passacaglia sowie Sonatenhauptsatzform, Variation und Rondoartiges, und zwar oft in zyklischen Zusammenstellungen.

### Klavierwerke
Während seines Stuttgarter Studiums von 1911 bis 1914 wendete sich Albrecht, entscheidend unterstützt von Heinrich Lang, immer mehr dem Komponieren zu und eroberte sich – ausgehend vom Klavier – viele Gattungen der Musik. Die ersten ausgereiften Werke schrieb er für das Klavier, so das 1914 auf einer Reise durch den Ural komponierte Scherzo, op. 7 und die Frühlingshymne der Satyrn an Dionysos, op. 8 von 1915. Auf Anregung von Joseph Withol beschäftigte er sich mit der Variationsform und vollendete 1918 das Andante con variazioni, op. 10 für Klavier. Diese Variationen offenbaren einen typischen Zug von Albrechts Selbstverständnis als Komponist. Wie viele seiner Werke haben sie konkrete, meist rückblickende außermusikalische Bezüge zu seinem Leben. Am Beispiel des Nocturnes für Klavier Nacht auf dem Hochgebirge (auch Im Reich der Obertöne, op. 9) von 1917 bekannte Albrecht: „Wie so oft verband sich hier die Niederschrift eines persönlichen Erlebnisses mit der Lösung einer konstruktiven Aufgabe.“

### Sololieder
Ein zweiter früher Schwerpunkt wurden Lieder für eine Singstimme mit Klavierbegleitung. 1917 in Sankt Petersburg und 1919 in Jalta komponierte Lieder nahm er in Russische Lieder für Singstimme und Klavier, op. 12 auf. Ihnen folgten in Stuttgart und Sandhausen bei Heidelberg zwischen 1924 und 1975 16 Liederzyklen und einige Einzellieder, darunter auch Lieder mit der variablen Begleitung verschiedener Instrumente wie beispielsweise Violine, Flöte, Klarinette und Violoncello.

### Chorwerke
1925 veranstaltete er seinen ersten Kompositionsabend mit Klavier- und Chorwerken.
Albrechts meist für gemischten Chor a cappella oder mit instrumentaler Begleitung und manchmal mit Solostimmen geschriebene Chorwerke umfassen geistliche und weltliche Sätze sowie Volksliedbearbeitungen. Besonders nachdem er 1924 die Leitung des russisch-griechischen orthodoxen Kirchenchores Stuttgart übernommen hatte, entstanden viele Chorwerke. Anregungen aus der Jugend folgte er, indem er sich nun verstärkt in die Vokalmusik der orthodoxen Kirche und allgemein der griechischen Antike einarbeitete und sowohl deren tonale Grundlagen, besonders die charakteristischen Tetrachorde, als auch die Charakteristika der alten Melodien und melodischen Floskeln in seinen Kompositionen verwertete. Ein Beispiel dafür ist die von 1924 bis 1926 entstandene Liturgie des Johannes Chrysostomus, op. 29 für gemischten Chor a cappella.

### Instrumentale Solowerke und Kammermusik
Nun folgten in wenigen Jahren dicht gedrängt Instrumentalwerke in unterschiedlicher Besetzung. Neben bedeutenden Klavierwerken wie der Sonate gis-Moll, op. 34, den Zwölf Préludes in Ober- und Untertonreihen, op. 42 und zweiklavierigen Kompositionen schuf Albrecht unter anderem Solowerke für Violine und für Violoncello sowie Kammermusik für Streicher und Klavier, darunter das Klaviertrio, op. 32, sowie das Streichquartett, op. 31.

### Oper
Von 1938 bis 1941 arbeitete Albrecht vor allem an der schon in Jalta begonnenen Oper Das Vaterunser nach einem Monodrama von François Coppée, die er als sein Lebenswerk ansah. Er verlegte die Handlung nach Russland in die Zeit des Bürgerkrieges zwischen „Roten“ und „Weißen“. So konnte er Erlebnisse seiner eigenen Familie verarbeiten sowie russische Volkslieder und die griechische Liturgie als musikalischen Hintergrund verwenden. In diese Oper, die zum größten Teil noch nicht instrumentiert worden ist und nur im Klavierauszug des Komponisten vorliegt, fügte Albrecht mehrere Lieder ein, die bereits früher im Hinblick auf eine Verwendung in der Oper komponiert worden waren. Die Begleitung von zwei Liedern verwendete er auch in seiner Klaviersonate gis-Moll, op. 34. Die Stilistik dieser Oper ist sehr heterogen; denn Albrecht bediente sich, der jeweiligen dramaturgischen Situation angepasst, mit Ausnahme der Zwölftontechnik aller ihm eigenen Stilmittel.

### Werke für und mit Orchester, Werke für Orgel
Werke für oder mit Orchester entstanden im Wesentlichen erst nach 1945, wobei das zwölftönige Violinkonzert, op. 60 von 1958 einen besonderen Rang einnimmt. Ein gewichtiges Werk für Streichorchester ist Passacaglia und Tripelfuge, op. 71a, eine Bearbeitung des gleichnamigen virtuosen Orgelwerkes op. 71. Weitere Orgelkompositionen mit eher meditativ-kontemplativem Charakter dienen hauptsächlich dem liturgischen Geschehen in der Kirche.

### Komponist zwischen Ost und West
Auch die Werke, die Albrecht in den letzten zwei Jahrzehnten seines Lebens in großer Zahl schuf, sind geprägt von der Verbindung und Verschmelzung verschiedener Stilelemente, vor allem der Musik des osteuropäischen Kulturraumes mit den eher westeuropäischen Kompositionstechniken. Albrecht sah sich als „Komponist zwischen Ost und West“. Diese Brückenfunktion hatte er zudem als Vermittler zwischen Tradition und Moderne.

## Lehrtätigkeit
Georg von Albrecht lehrte zunächst in Jalta (Mitgründer des Konservatoriums, 1919), Moskau (Musiktechnikum des Baumannschen Bezirks, 1921) und Stuttgart (Karl Adlers Konservatorium, ab 1925). Von 1936 bis 1956 unterrichtete er an der Staatlichen Hochschule für Musik in Stuttgart, seit 1946 als Professor und stellvertretender Direktor. Von 1956 bis 1976 lehrte er Tonsatz in der Schulmusikabteilung der Hochschule für Musik und Theater in Heidelberg.
Albrecht ließ in seinem Kompositionsunterricht alle modernen Richtungen gelten. Er vertrat auch gegen Widerstände die Meinung, ein Schüler müsse alles kennenlernen, um dann seinen eigenen Weg gehen zu können. Dadurch drohte Albrecht in der Zeit des Nationalsozialismus Unterrichtsverbot.

## Bedeutung
Georg von Albrecht vermochte es, alte und neue Formen und Verfahren des Komponierens zu einem einheitlichen, eigenen Stil zusammenzuführen. So übernahm er beispielsweise Eigenschaften der Volksmusik Osteuropas, der antiken griechischen Musik und der Musik der orthodoxen Kirche, Formen und Setzweisen des Barocks und der klassisch-romantischen Epoche, Skrjabins Obertonreihen, denen er „Untertonreihen“ gegenüberstellte, Rebikows Experimente mit Ganztonleiter und Polytonalität sowie die Zwölftontechnik. All diese Errungenschaften wurden für Albrecht zu Grundlagen eines sehr persönlichen, einheitlichen Komponierens, indem er sie in ein lineares, oft kontrapunktisches Geschehen einband, das in allen Stimmen gesanglich-melodische Verläufe anstrebt und eine manchmal durch Polyrhythmik unterstützte schwebende Harmonik bewirkt, die auf den Höhepunkten der Musikstücke häufig von Polytonalität geprägt ist. Diese ihm eigene, von strenger Dissonanzbehandlung bestimmte Polytonalität bewertete Albrecht selbst als ein Symbol „des friedlichen Zusammenlebens verschiedener in ihrem Charakter gegensätzlicher Völker“.

## Familie
Georg von Albrecht war dreimal verheiratet. Seine erste Ehe mit der Litauerin Wanda Dydziul wurde 1922 im gegenseitigen Einvernehmen getrennt. Wanda Dydziul war die Dichterin des Klavierliedes Schnell wie der Vogel am Himmel, op. 12, Nr. 3. Mit ihr gemeinsam zeichnete Albrecht litauische Volkslieder auf und übersetzte deren Texte ins Russische (135 Litauische Volkslieder aus dem Gouvernement Kowno und Gouvernement Suwalki, op. 13). Der zweiten, 1929 mit der Eurythmielehrerin Elisabeth (Lisl) Kratz geschlossenen Ehe entstammt der Sohn Michael von Albrecht, der Georg von Albrechts gesamte Werke in der Reihe Quellen und Studien zur Musikgeschichte von der Antike bis in die Gegenwart herausgegeben hat. Michael von Albrecht ist der Vater der Violoncellistin Dorothea von Albrecht und der Pianistin Christiane von Albrecht, die Georg von Albrechts Kammermusik nach den Handschriften ediert hat. Elisabeth von Albrecht starb 1968. Die dritte Ehefrau Elisabeth-Charlotte, geborene Hose, war für Georg von Albrecht die Stütze seines Alters.

## Auszeichnungen
- 1962 Glinkapreis der Belaieff-Stiftung
- 1966 Johann-Wenzel-Stamitz-Preis der Künstlergilde Esslingen
- 1991 Russlanddeutscher Kulturpreis (posthum)

## Werke (Auswahl)

### Klavierwerke
- Op. 1 Baschkirenmelodien. Neun kurze Klavierstücke
- Op. 2 Zehn östliche Volkslieder für Klavier
- Op. 4 Vier Klavierstücke im romantischen Stil
- Op. 5 Zehn ukrainische Miniaturen
- Op. 7 Spiel der Widerspiegelungen. Klavierscherzo
- Op. 8 Frühlingshymne der Satyrn an Dionysos
- Op. 10 Andante con variazioni E-Dur
- Op. 21 Im Reiche der Untertöne (Hymne an die Nacht)
- Op. 34 Klaviersonate gis-Moll
- Op. 35a Hymne an die Sonne (Septimenscherzo)
- Op. 36 Pentatonische und polytonale polyphone Studien
- Op. 37 Preludio, Tempestoso e fuga für zwei Klaviere
- Op. 42 Zwölf Préludes in Ober- und Untertonreihen Heft 1
- Op. 53 Klaviersonate c-Moll
- Op. 61 Zwölf Préludes in Ober- und Untertonreihen Heft 2
- Op. 72 Sonate der Spiegelungen auf ein Zwölftonthema (Dritte Klaviersonate)
- Op. 80 Vierte Klaviersonate in einem Satz
- Op. 81 Klaviervariationen über ein Zwölftonthema

### Solowerke für Streicher
- Op. 44 Improvisation, Passacaglia und Quodlibet auf zwei russische Volksweisen für Violine allein
- Op. 56a Sonate für Violine allein
- Op. 78 Variationen für Violoncello solo
- Op. 83c Improvisationen für Violoncello solo

### Kammermusik
- Op. 32 Trio für Violine, Violoncello und Klavier c-Moll
- Op. 33 Sonate für Violine und Klavier e-Moll
- Op. 45 Drei Märchen für Violine und Klavier
- Op. 50c Andante passionato und Allegro für Violoncello und Klavier
- Op. 52 Streichquartett c-Moll in einem Satz
- Op. 74 Quintett für Flöte, Oboe, B-Klarinette, F-Horn und Fagott
- Op. 75 Drei Spiegelungen für zwei Violinen
- Op. 79 Trio für Violine, Viola und Violoncello
- Op. 82 Sonate für Viola und Klavier

### Werke für und mit Orchester
- Op. 58 Passacaglia und Fuge für Streichorchester, auch in Bearbeitungen für Streichquartett (op. 58a) sowie für Violoncello und Klavier (op. 58b)
- Op. 60 Konzert für Solo-Violine, vier Holzbläser, zwei Waldhörner, Posaune und Streichorchester
- Op. 66 Drei Stücke für Streichorchester und Bläser
- Op. 71a Passacaglia und Tripelfuge für Streichorchester

### Orgelwerke
- Op. 28b Fünf gregorianische Choralmelodien
- Op. 61a Fünf Stücke für Orgel in Unter- und Obertonreihen
- Op. 71 Passacaglia und Tripelfuge
- Op. 79 Meditation

### Akkordeonwerke
- Op. 5 Zehn ukrainische Miniaturen (für Akkordeon eingerichtet)
- Op. 54 Abendklänge einer östlichen Stadt. Sechs Stücke für Akkordeon

### Sololieder mit unterschiedlicher Begleitung
- Etwas über 120 Klavierlieder, meist in Zyklen zusammengefasst, nach verschiedensten, meist zeitgenössischen Dichtern, wie beispielsweise Hans Heinrich Ehrler (op. 46 und op. 47), Julius Fuchs (op. 51), Gotthold Sieber (op. 52a, op. 68d) und Karl Heinrich Waggerl (op. 73a, darunter auch Lieder mit zwei Solostimmen).
- Lieder mit variabler Begleitung verschiedener Instrumente wie beispielsweise Violine, Flöte, Klarinette und Violoncello, dazu manchmal Klavier oder Orgel, darunter die Georg-von-der-Vring-Lieder (op. 49 mit Violine und Klavier)

### Chorwerke
- Geistliche Werke. Albrecht komponierte oder setzte Chorwerke für den römisch-katholischen und für den russisch-griechischen orthodoxen Ritus. Hervorzuheben sind beispielhaft
  - Op. 28b Zwei gregorianische Melodien für gemischten A-cappella-Chor
  - Op. 29 Liturgie des Johannes Chrysostomos. Die im liturgischen Gottesdienst der griechisch-orthodoxen Kirche gebräuchlichen byzantinischen Weisen für gemischten A-cappella-Chor
  - Op. 50 Vaterunser in zwei Fassungen: a cappella und mit Orgel, Trompeten, Posaunen und Streichtrio
  - Op. 84 Requiem für Sopran, Bariton, Frauenchor, Streichtrio und Orgel
  - Op. 86 Der Sonnengesang des heiligen Franziskus für vierstimmigen gemischten Chor, Trompeten, Posaunen, Streichtrio und Orgel. Dieses Werk von 1976 konnte Albrecht nicht vollenden. Es wurde ergänzt, instrumentiert und eingerichtet von Gerhard Frommel.

- Chorsätze nach deutschen Gedichten, beispielsweise von Albrecht Goes, Friedrich Hebbel und Georg von der Vring
  - 15 Chorsätze a cappella für gemischten Chor oder Männerchor

- Volksliedbearbeitungen nach armenischen, deutschen, finnischen, litauischen, russischen, tatarischen und ukrainischen Melodien
  - 26 Liedsätze für gemischten Chor und Männerchor a cappella

### Bühnenwerke
- Op. 14 Ritter Olaf. Miniaturoper in vier Bildern
- Op. 48b Der Teufel mit den drei goldenen Haaren. Tanzmärchen
- Op. 50 Das Vaterunser. Oper

### Schriften
- Vom Volkslied zur Zwölftontechnik. Schriften und Erinnerungen eines Musikers zwischen Ost und West. Herausgegeben von Michael von Albrecht, Frankfurt am Main 1984

## Notenausgaben
- Gesamtausgabe nach den Handschriften, erstmals vollständig herausgegeben von Michael von Albrecht. Verlag Peter Lang GmbH, Frankfurt am Main et altera 1984–1991
- Op. 10 Andante con variazioni E-Dur. Heinrichshofen’s Verlag, Magdeburg
- Op. 11 Aus der Ferne. Klavierstücke, Verlag Berthold und Schwendtner, Stuttgart
- Op. 12 Fünf Lieder. Für Sopran und Klavier, Verlag Schultheiß, Stuttgart
- Op. 20 Lieder und Tänze der Randvölker Rußlands für Violine und Klavier. Edition M. P. Belaieff, Nr. 3506, Bonn 1959
- Op. 30 Acht russische Volkslieder. Für gemischten A-cappella-Chor, Verlag Schultheiß, Stuttgart
- Op. 34 Sonate gis-Moll für Pianoforte. Universitätsdruckerei H. Stütz AG, Würzburg 1930
- Op. 35c und 36d Drei Inventionen. Fünf östliche Volksweisen für zwei Klarinetten. Aulos, Werkreihe für Blasmusik Nr. 34 (M 42.034), Möseler Verlag Wolfenbüttel 1981
- Op. 51 (Auswahl) Sieben Gedichte von Julius Fuchs. Für mittlere Stimme und Klavier. Faksimiledruck. (=Musik des XX. Jahrhunderts in Einzelausgaben, Heft 1). Wilhelm Frank, Stuttgart o. J.
- Op. 59 Preludio e fuga per flaito traverso e pianoforte. Edition M. P. Belaieff, Nr. 3507, Bonn 1959
- Op. 74 Bläserquintett. Aulos, Werkreihe für Blasmusik Nr. 186 (M 42.186), Möseler Verlag Wolfenbüttel 1981

## Diskographie
- Klavierwerke. Gespielt von Karl Heinz Lautner, Da Camera Magna, SM 113141, 1975 (Schallplatte)
- Kammermusikwerke (op. 32, op. 33, op. 45, 1, op. 79, op. 83c). Gespielt von Christiane von Albrecht (Klavier), Helke Bier (Violine), Mirek Jahoda (Viola), Dorothea von Albrecht (Violoncello), Reihe orbis musicae, Udine 2004 Real Sound 051-0125 (CD)
- Sonate gis-moll, op. 34 / Sonate c-moll, op. 53 / Sonate der Spiegelungen (über ein 12-Ton-Thema), op. 72. Gespielt von Birgitta Wollenweber (Klavier), Reihe orbis musicae, Udine 2000, Real Sound 051-0030 (CD)

### Gesamtdarstellungen
- Michael von Albrecht: Georg von Albrecht. In: Die Musik in Geschichte und Gegenwart. Neuausgabe, Personenteil 1, Kassel et altera 1999, Spalten 384–386
- Alexander Schwab: Der Komponist Georg von Albrecht. Studien zu Leben und Schaffen. Frankfurt am Main 1991.
- Johannes Schwermer (Hrsg.): Festschrift Georg von Albrecht zum 70. Geburtstag dargebracht von Kollegen und Freunden. Stuttgart 1962